# Ossigeno
L'ossigeno è l'elemento chimico della tavola periodica degli elementi che ha numero atomico 8 e simbolo O. È un elemento del secondo periodo, dove è collocato tra l'azoto e il fluoro, ma è anche il primo elemento del gruppo 16 del sistema periodico, con configurazione elettronica [He] 2s2 2p4 e facente quindi parte del blocco p.
È un elemento tipicamente non metallico, altamente reattivo e ossidante, che forma facilmente ossidi e altri composti derivati con la maggior parte degli elementi. Dopo il fluoro, è anche l'elemento più elettronegativo nella tavola periodica (χ = 3,44). Per massa, è il terzo elemento più abbondante dell'universo, dopo l'idrogeno e l'elio. Il suo isotopo stabile più abbondante ha numero di massa 16.
A temperatura e pressione standard due atomi dell'elemento si legano per formare l'ossigeno molecolare, o diossigeno (formula chimica O2), un gas incolore e inodore che costituisce il 20,8% dell'atmosfera terrestre (l'ossigeno è chimicamente troppo reattivo per rimanere un elemento libero nell'aria); legato ad altri elementi, è l'elemento chimico più comune della crosta terrestre, rappresentandone circa il 47% della massa, ed entra inoltre nella molecola dell'acqua (H2O).
L'ossigeno è essenziale per la vita della maggior parte degli esseri viventi in quanto necessario alla respirazione; inoltre, le principali classi di molecole organiche presenti negli organismi viventi, come le proteine, gli acidi nucleici, i carboidrati e i lipidi, contengono ossigeno.
Nelle attività umane viene comunemente utilizzato per l'ossigenoterapia, per il sistema di supporto vitale degli aeromobili, dei sottomarini e dei veicoli spaziali, per le attività subacquee ricreative, come comburente nei propellenti per razzi. Entra inoltre nei processi di produzione dell'acciaio e della plastica, nella brasatura, saldatura e nel taglio di alcuni metalli.

## Storia
L'ossigeno fu scoperto dal farmacista svedese Carl Wilhelm Scheele nel 1771, ma la scoperta non venne immediatamente riconosciuta; invece quella fatta nel 1774 da Joseph Priestley ricevette subito riconoscimento pubblico. Nel 1777 Antoine-Laurent de Lavoisier diede il nome all'elemento, che deriva dal greco ὀξύς, oxýs, "acido" (letteralmente: "appuntito") e la radice γεν-, ghen-, che significa "generare". Questo perché al momento della denominazione si riteneva erroneamente che entrasse nella composizione di tutti gli acidi. Nello stesso anno Scheele lo riconobbe come un componente dell'aria. Nel 1781 Lavoisier ne accertò la funzione per i fenomeni di respirazione e combustione.

## Isotopi
L'ossigeno (8O) è il terzo elemento per abbondanza nell'Universo (dopo idrogeno e elio) e l'elemento più abbondante sulla crosta terrestre, dove è presente nella misura del 46,1%, seguíto dal silicio (28,2%) e dall'alluminio (8,23%) ed è anche il più abbondante sulla Luna.
Dell'elemento ossigeno si conoscono almeno 17 isotopi, con numeri di massa che vanno da A = 12, ad A = 28. Tra questi, quelli presenti in natura, e che sono stabili, sono i tre isotopi che seguono, con le loro abbondanze relative in parentesi: 16O (99,762%, il più abbondante, con N = Z, neutroni pari ai protoni),  e 17O (0,038%, 1 neutrone in più) e 18O (0,200%, 2 neutroni in più).

### Isotopi naturali
La quasi totalità dell'ossigeno è rappresentata da 16O (spin 0), un nuclide molto stabile, che ha un'energia di legame per nucleone molto alta, pari a 7,9762 MeV/A, superiore a quella di tutti gli isotopi degli elementi precedenti. La maggior parte di esso viene prodotta nelle fasi finali della fusione dell'elio nelle stelle massive.
L'isotopo 17O (spin 5/2) è l'unico ad avere un momento angolare nucleare, cosa che rende possibile la risonanza magnetica nucleare dell'ossigeno (17O-RMN);  tuttavia, il valore maggiore di 1/2 del suo spin comporta anche avere un momento di quadrupolo nucleare, che fa sì che i picchi negli spettri siano larghi e questo penalizza la tecnica limitandone la risoluzione; inoltre la scarsissima abbondanza dell'isotopo e la sua bassa recettività impongono la necessità di avere alte concentrazioni dei campioni da analizzare.
L'isotopo 18O (spin 0) è impiegato nella produzione del fluoro-18 che serve, ad esempio, per la tomografia ad emissione di positrone (PET). A tale scopo, l'acqua arricchita in in questo isotopo viene irradiata con protoni energetici (≈ 18 MeV), in tal modo 18O incorpora un protone ed espelle un neutrone:
18O + p   →   18F + n.
Il fluoro così prodotto in forma di fluoruro viene usato per la sintesi del fluorodesossiglucosio da iniettare nel paziente per l'esame PET.

### Isotopi radioattivi
Il 14O (spin 0) per il 99,9% dei casi decade per emissione di positrone (β+, decadimento beta positivo) e per il restante per cattura elettronica (ε), in entrambi i casi con emissione di un neutrino e trasformandosi in azoto-14, stabile; l'energia rilasciata è Q = 4.122 keV e l'emivita è T1/2 = 1,177 minuti.
Il 15O (spin 1/2-), l'isotopo più longevo, è presente in tracce nell'atmosfera. Per il 99,9% dei casi decade per emissione di positrone (β+, decadimento beta positivo) e per il restante per cattura elettronica (ε), in entrambi i casi con emissione di un neutrino e trasformandosi in azoto-15, stabile; (Q = 1.732 keV; T1/2 = 2,037 minuti). Anche questo isotopo può essere usato per la PET per lo studio del metabolismo dell'ossigeno e del flusso sanguigno; viene prodotto per bombardamento dell'azoto-14 con deuteroni, secondo la reazione:
14N + 2H   →   15O + n.
Questo isotopo, insieme a 13N, si forma nell'atmosfera dall'ossigeno per interazione con i raggi gamma prodotti dai fulmini durante i temporali:
16O + γ   →   15O + n
Il 19O (spin 5/2) decade emettendo un elettrone con emissione di un antineutrino (β−, decadimento beta negativo), trasformandosi in fluoro-19, stabile;  (Q = 4.822 keV; T1/2 = 26,88 secondi).
Il 20O (spin 0) decade emettendo un elettrone con emissione di un antineutrino (β−, decadimento beta negativo), trasformandosi in fluoro-20;  (Q = 3.815 keV; T1/2 = 13,51 secondi); il fluoro-20 così prodotto è instabile e decade a sua volta β−, dando neon-20, stabile. Questo isotopo venne prodotto nel 1959 irradiando con nuclei di trizio l'ossigeno-18 presente in campioni arricchiti:
18O + 3H   →   20O + p

## Allotropi

### Ossigeno atomico
L'ossigeno atomico, indicato come O(3P) oppure O(3P), è molto reattivo, siccome i singoli atomi di ossigeno tendono a legarsi velocemente alle molecole vicine. Sulla superficie terrestre non può esistere a lungo, ma nell'orbita terrestre bassa, la presenza di radiazione ultravioletta risulta in un'atmosfera in cui il 96% dell'ossigeno è in forma atomica.
L'ossigeno atomico è stato rilevato su Marte dalle sonde Mariner e Viking, e dall'osservatorio SOFIA.

### Ossigeno biatomico
A temperatura e pressione standard, l'ossigeno si trova in forma di gas costituito da molecole biatomiche O2 (numero CAS: 7782-44-7). Questa forma dell'elemento, che è di gran lunga la più diffusa, in una nomenclatura non ambigua può essere chiamata "diossigeno" o "ossigeno biatomico". Questa sostanza è un importante componente dell'aria, venendo costantemente prodotta nella fotosintesi clorofilliana dall'acqua e dall'anidride carbonica ad opera delle piante, ed è necessaria per la respirazione degli esseri viventi.
L'ossigeno biatomico O2, allo stato liquido e a quello solido, ha colore azzurro ed è altamente paramagnetico. La teoria degli orbitali molecolari ha spiegato il fenomeno del paramagnetismo e ha confermato che il legame è da considerarsi doppio: i due elettroni meno legati in O2 occupano orbitali degeneri di simmetria π ed hanno spin paralleli. Ciò porta ad uno stato fondamentale di tripletto che ha come conseguenza una straordinaria inerzia cinetica nelle reazioni di ossidazione di molecole organiche diamagnetiche perché queste reazioni avvengono senza la conservazione del numero quantico totale di spin.

### Ozono
Un altro allotropo dell'ossigeno è l'ozono (O3), un gas in grado di assorbire notevolmente le radiazioni ultraviolette. Per questa sua proprietà lo strato di ozono presente ad alta quota aiuta a proteggere la biosfera da queste radiazioni. Tuttavia vicino alla superficie terrestre l'ozono, che è un sottoprodotto dello smog, è considerato un inquinante essendo un gas serra.

### Tetraossigeno
Il tetraossigeno è una delle forme allotropiche nelle quali può essere trovato l'ossigeno.
La molecola del tetraossigeno (O4) era stata teorizzata nel 1924 da Gilbert Lewis, che la propose come una spiegazione al fatto che l'ossigeno liquido non obbedisce alla Legge di Curie. Oggi si è scoperto che Lewis si sbagliava, sebbene non si fosse allontanato molto dalla realtà: le simulazioni al computer mostrano che benché non vi siano molecole stabili di O4 nell'ossigeno liquido, le molecole di O2 tendono ad associarsi in coppie con spin antiparallelo, formando molecole temporaneamente stabili di O4.
Nel 1999 i ricercatori pensarono che l'ossigeno solido esistesse alla fase-ε come O4, scoprendo solo nel 2006 che in realtà è una forma di ossigeno octamolecolare.
La struttura del tetraossigeno non è ancora del tutto chiarita. Anche un gruppo di studio della Sapienza Università di Roma ha condotto nel 2001 studi per investigare la struttura dell'O4.

## Disponibilità
L'ossigeno è l'elemento più abbondante della crosta terrestre. L'ossigeno forma l'87% degli oceani in quanto componente dell'acqua (H2O) e il 21% dell'atmosfera terrestre come ossigeno molecolare O2 o come ozono O3. I composti di ossigeno, in particolare ossidi metallici, silicati (SiO4−4) e carbonati (CO2−3), si trovano comunemente nelle rocce e nel terreno. L'acqua ghiacciata è un solido comune sui pianeti e le comete. I composti di ossigeno si trovano in tutto l'universo e lo spettro dell'ossigeno è spesso rintracciabile nelle stelle. Di solito l'ossigeno è molto scarso nei pianeti gassosi.

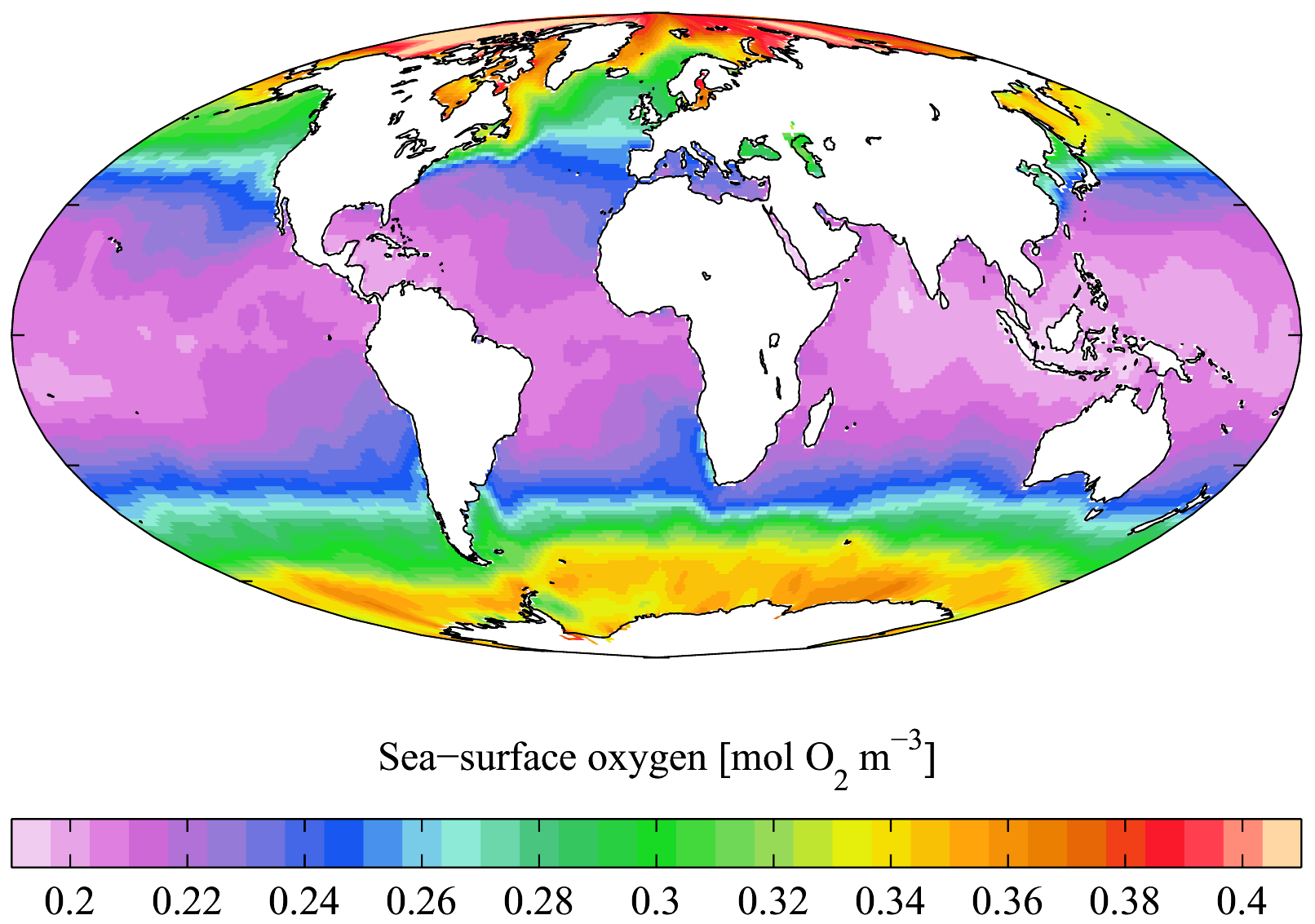
O_{2} disciolto in corrispondenza della superficie delle acque (dati del 2005). Si nota che nelle regioni polari, dove l'acqua è più fredda, il contenuto di O_{2} disciolto è maggiore (in termini tecnici, il sistema acqua-ossigeno ha solubilità inversa).

Oltre che nella molecola O2, l'ossigeno si può trovare in natura sotto forma di ozono (O3): esso viene formato da scariche elettrostatiche in presenza di ossigeno molecolare. Un dimero della molecola di ossigeno (O2)2 si trova come componente minore nell'O2 liquido.
L'ossigeno non si trova solo sulla Terra: è infatti il terzo elemento più abbondante nel Sole, ed è presente anche su Marte (dove la sua abbondanza nell'atmosfera marziana è dello 0,15%).

## Produzione

### Preparazione in laboratorio
La preparazione dell'ossigeno biatomico O2 in laboratorio avviene attraverso reazioni endotermiche che coinvolgono composti ossigenati, ad esempio:
{\displaystyle {\ce {2KClO3 -> 2KCl + 3O2}}}
questa reazione ha carattere esplosivo per cui viene condotta a bassa temperatura su catalizzatore a base di biossido di manganese (MnO2).
Si ha inoltre produzione di ossigeno biatomico durante il processo di elettrolisi dell'acqua da cui si ottiene anche idrogeno biatomico gassoso H2.

### Preparazione industriale
A livello industriale è possibile ottenere ossigeno biatomico attraverso:
- separazione criogenica dell'aria;[38]
- separazione dell'aria per adsorbimento;[39]
- separazione dell'aria per filtrazione a membrana.[40]

Il processo di separazione criogenica dell'aria, messa a punto tra il 1901 e il 1910 dall'ingegnere tedesco Carl von Linde, prevede la distillazione frazionata dell'aria liquida che è costituita principalmente da azoto molecolare N2 e ossigeno molecolare O2. Questa operazione unitaria viene svolta intorno a 77,35 K (−195,80 °C), in quanto a questa temperatura l'ossigeno biatomico è liquido mentre l'azoto molecolare è gassoso per cui è possibile separarli.

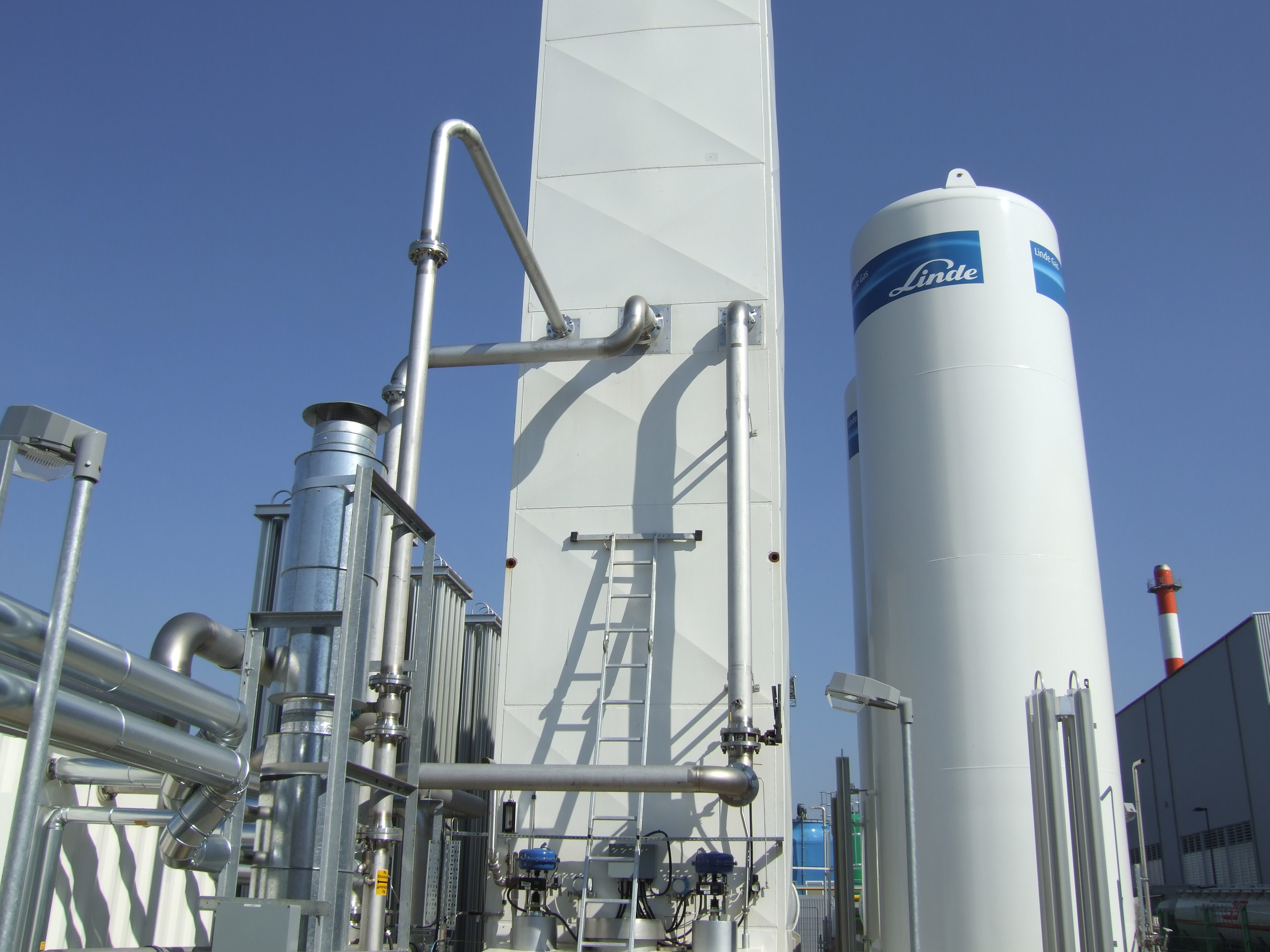
Apparecchiature per la produzione di ossigeno biatomico per separazione criogenica dell'aria.

## Composti
A causa della sua elettronegatività l'ossigeno forma legami chimici con quasi tutti gli elementi e questa è l'origine della definizione di "ossidazione". Gli unici elementi chimici che sfuggono l'ossidazione sono elio, neon e argon.
I minerali più abbondanti presenti sulla crosta terrestre sono formati da silicio e ossigeno nella forma di vari composti solidi (come il quarzo), mentre negli strati interni del nucleo e del mantello lo stato fisico cambia a causa della pressione e delle elevate temperature.
L'ossigeno entra nella composizione di molte sostanze organiche e inorganiche. In natura può formare al massimo 2 legami covalenti.

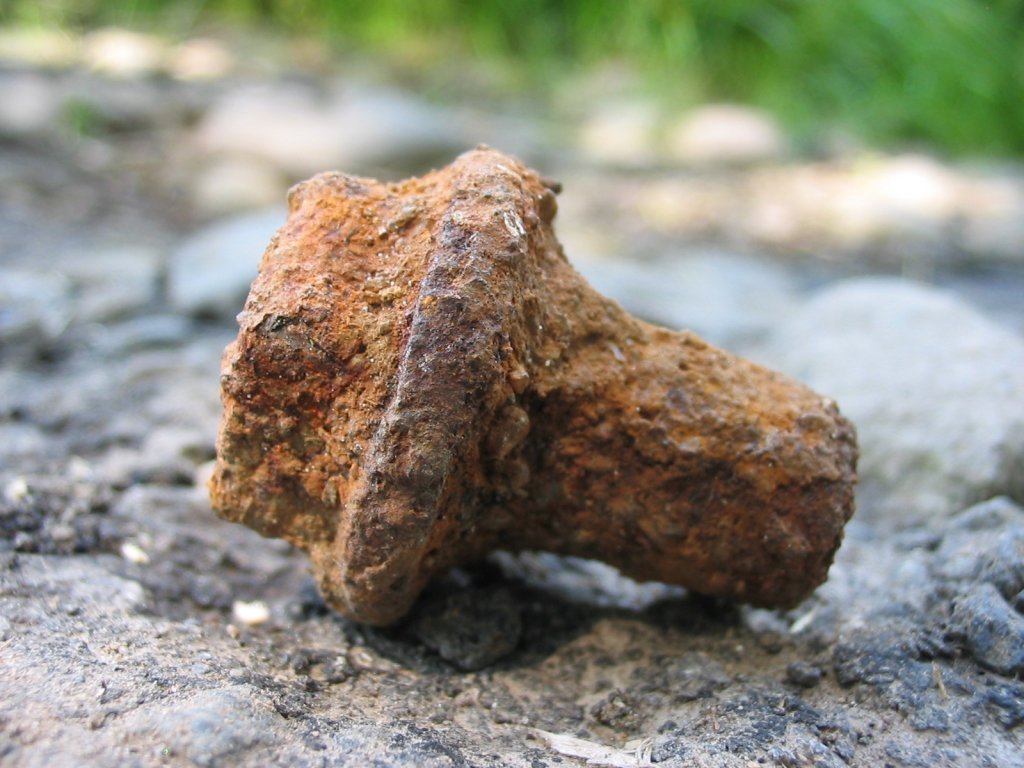
Gli ossidi, come la ruggine, si formano quando l'ossigeno reagisce con altri elementi.

L'ossigeno si lega in modi diversi a seconda dell'elemento e delle condizioni: crea infatti ossidi, perossidi, superossidi o idrossidi. L'ossido più comune è il monossido di diidrogeno, l'acqua (H2O). Altri esempi includono i composti di carbonio e ossigeno quali: il biossido di carbonio (CO2), gli alcoli (R-OH), le aldeidi (R-CHO), e gli acidi carbossilici (R-COOH).
Anioni ossigenati, quali i clorati (ClO−3), i perclorati (ClO−4), i cromati (CrO2−4), i dicromati (Cr2O2−7), i permanganati (MnO−4) e i nitrati (NO−3), sono forti agenti ossidanti. Molti metalli si legano ad atomi di ossigeno generando vari composti, per esempio il ferro dà luogo all'ossido di ferro(3+) (Fe2O3), comunemente chiamato ruggine.

## Applicazioni
L'ossigeno trova un impiego considerevole come ossidante e comburente; solo il fluoro possiede un'elettronegatività superiore.
L'ossigeno biatomico O2 è utilizzato in forma liquida come ossidante nella propulsione dei razzi; è essenziale per la respirazione e quindi viene utilizzato in medicina; viene utilizzato come riserva d'aria negli aeroplani o per le ascensioni alpinistiche ad alta quota; è usato nella saldatura e nella produzione di acciaio e metanolo. L'ossigeno o l'aria vengono utilizzati per la produzione di acido acrilico, acrilonitrile,  acido benzoico e perossido di idrogeno. L'ossigeno è l'ossidante utilizzato nelle pila a combustibile. Viene anche utilizzato per rimuovere selettivamente la CO dall'H2 preparato mediante steam reforming. Anche i processi di ossidazione sono di importanza cruciale nella rimozione degli inquinanti.
Per la sua proprietà di rimanere allo stato liquido se mantenuto a una pressione blanda (4 bar), può venire stoccato in grandi quantità in bombole opportunamente predisposte; attraverso un corpo vaporizzante (o riscaldatore), viene poi gassificato per essere immesso in linee di distribuzione in forma gassosa.
Una delle applicazioni più importanti dell'O2 in ambito terapeutico, ospedaliero e subacqueo è l'ossigenoterapia e l'ossigenoterapia iperbarica, attraverso cui è possibile curare e/o accelerare i processi curativi di una lunga serie di patologie di vario genere oltre a quelle da decompressione tipiche dei palombari e dei sommozzatori. Per pazienti con difficoltà respiratorie si usano maschere speciali ad O2 che ne aumentano la concentrazione nell'aria inspirata. Alla base di queste applicazioni sta il principio secondo cui la trasportabilità dell'O2 nel sangue aumenta con la sua pressione parziale.
Essendo un farmaco a tutti gli effetti (Dlgs 219/06), da maggio 2010 l'O2 utilizzato in ambito ospedaliero dopo essere stato prodotto per distillazione frazionata viene trattato ulteriormente ed analizzato. Una volta verificate le sue caratteristiche, che devono essere come quelle riportate nella Farmacopea Ufficiale, viene "etichettato" con un numero di lotto come avviene per i farmaci, viene indicata la data di scadenza (nel caso dell'O2 medicinale è 5 anni) e consegnato alle strutture sanitarie attraverso un'operazione di "rilascio del lotto" sotto la completa responsabilità del farmacista dell'azienda che l'ha prodotto. Come farmaco a tutti gli effetti quindi, oltre che a possedere un AIC (Autorizzazione Immissione in Commercio) legata al tipo di confezionamento (bombola, cisterna, ecc.), deve essere somministrato dietro ricetta medica che ne indichi le modalità di somministrazione, la posologia e la durata della terapia.
Altri utilizzi dell'O2 sono in miscele chiamate "stimolanti respiratori"; queste miscele sono composte principalmente da O2 in fase gassosa (95%) e anidride carbonica (5%), e vengono utilizzate in ambito ospedaliero. Queste miscele hanno la peculiarità di permettere un'espulsione più rapida di molecole dannose dall'organismo, ad esempio nel caso di intossicazioni da monossido di carbonio (CO).
Fino al 1961 l'ossigeno è stato utilizzato come elemento standard di riferimento per quantificare la massa degli altri elementi chimici, per poi essere sostituito dal carbonio 12.
Le batterie agli ioni di ossigeno trovano impiego come accumulatori degli impianti stazionari che ricevono energia da fonti rinnovabili, che operano a temperature comprese fra i 200 e 400 gradi centigradi. La durata è pari a migliaia di cicli di ricarica e si rigenera facilmente sostituendo l'ossigeno con altro presente nell'area circostante. Tuttavia, al 2023 non è ancora stato brevettato un tipo di batteria privo di materiali nobili.

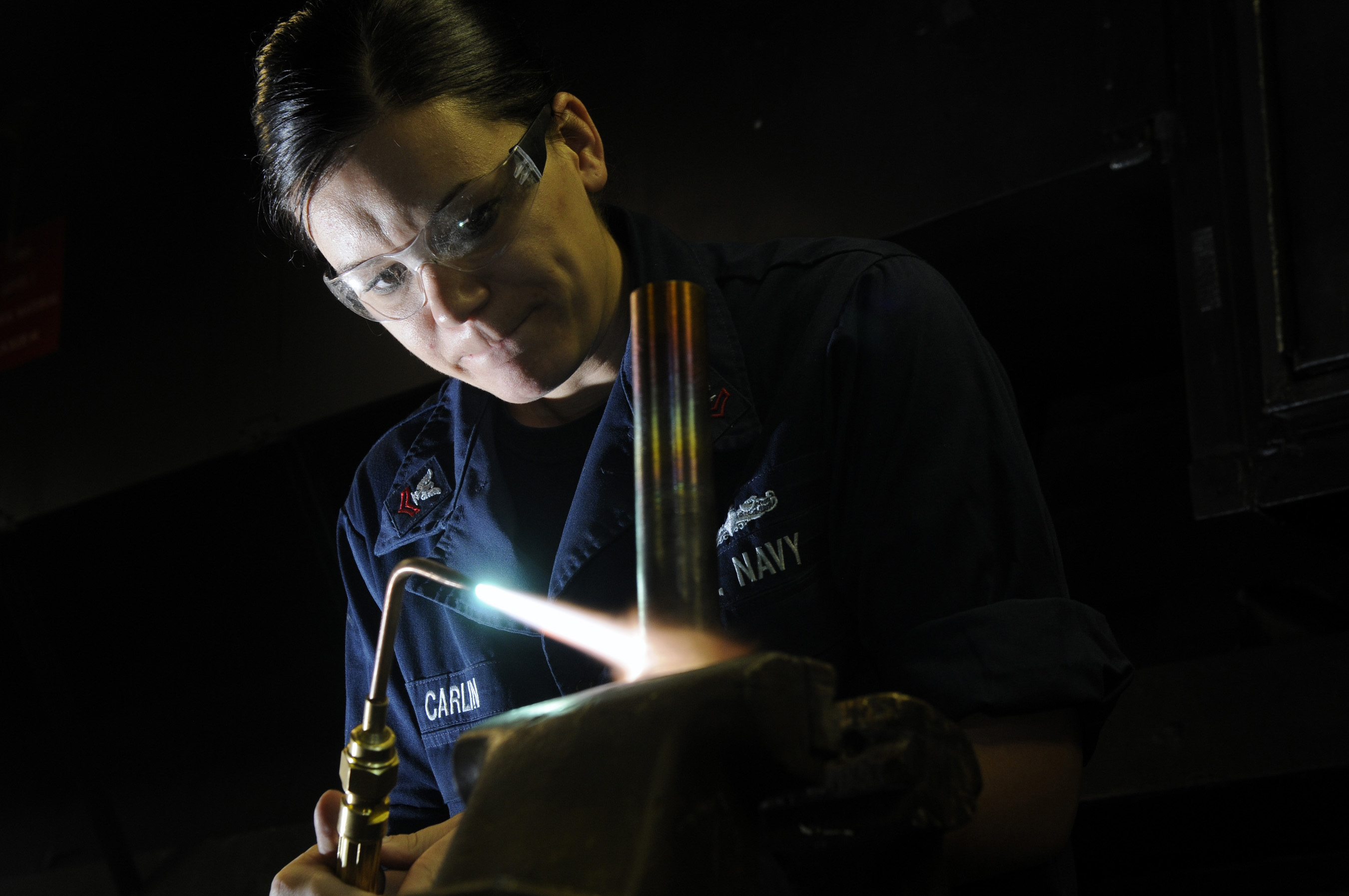
Saldatura con fiamma ossiacetilenica.
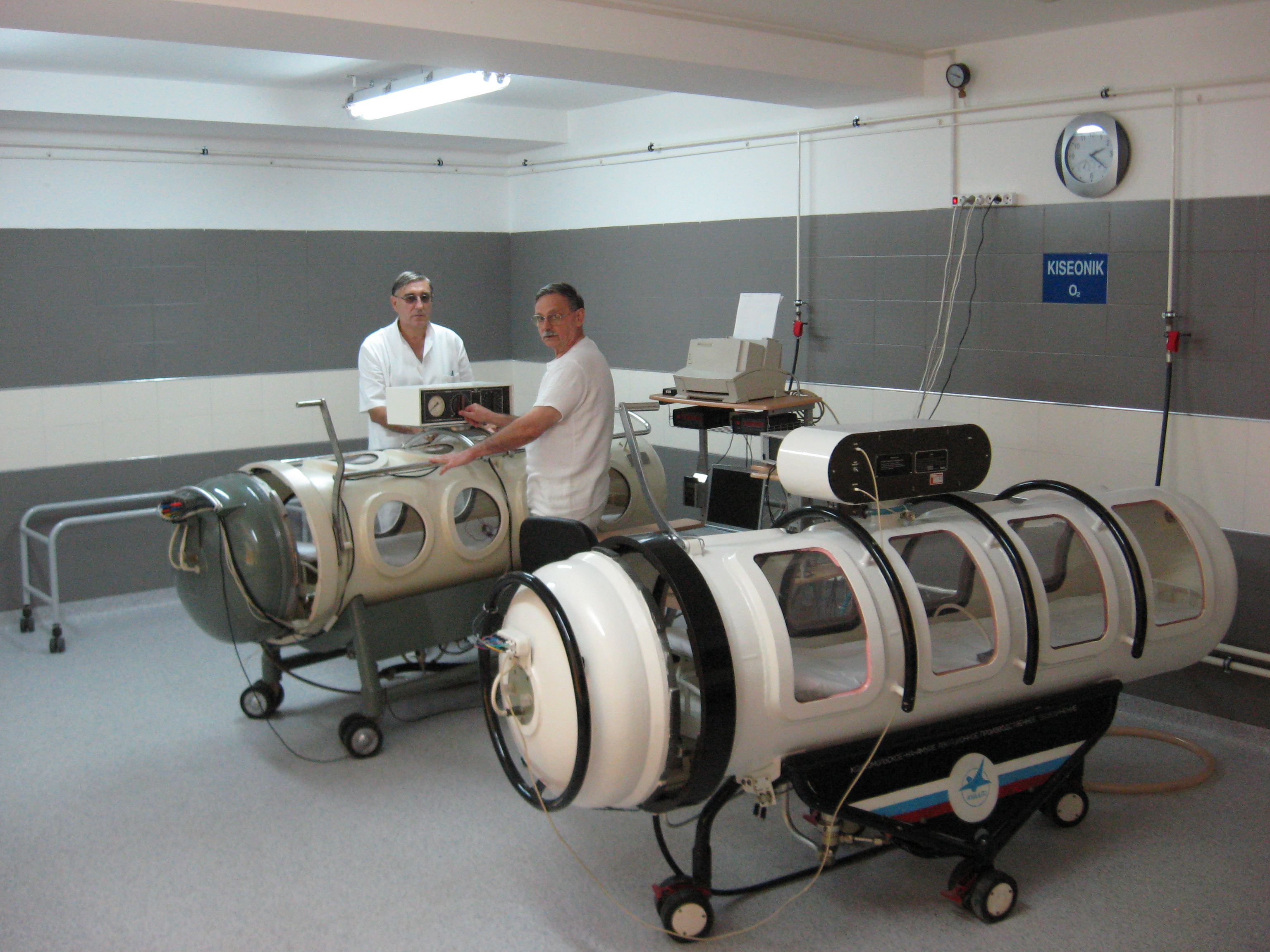
Camere iperbariche per ossigenoterapia.
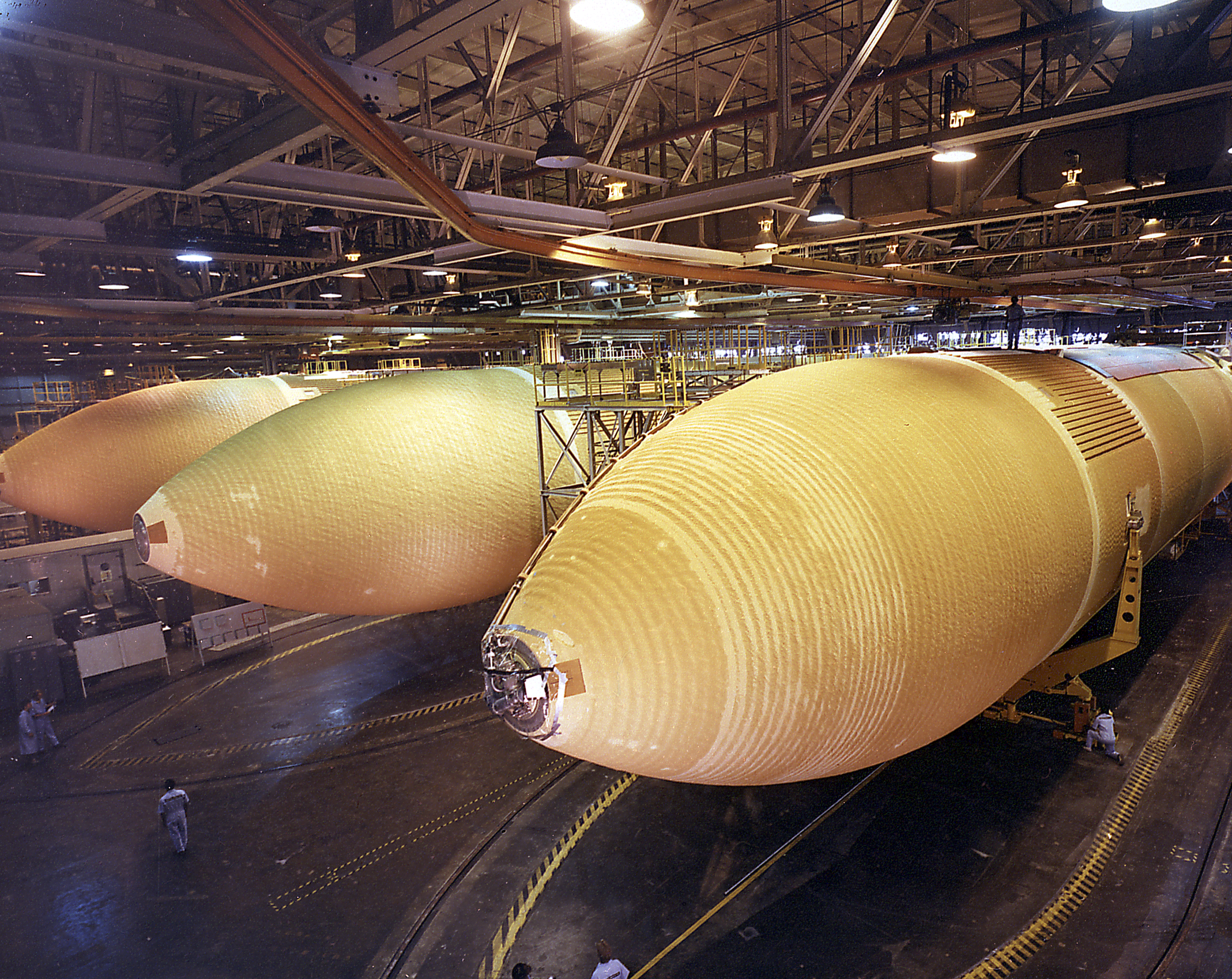
Serbatoi esterni dello Space Shuttle contenenti H2 e O2, utilizzati per la propulsione del mezzo.
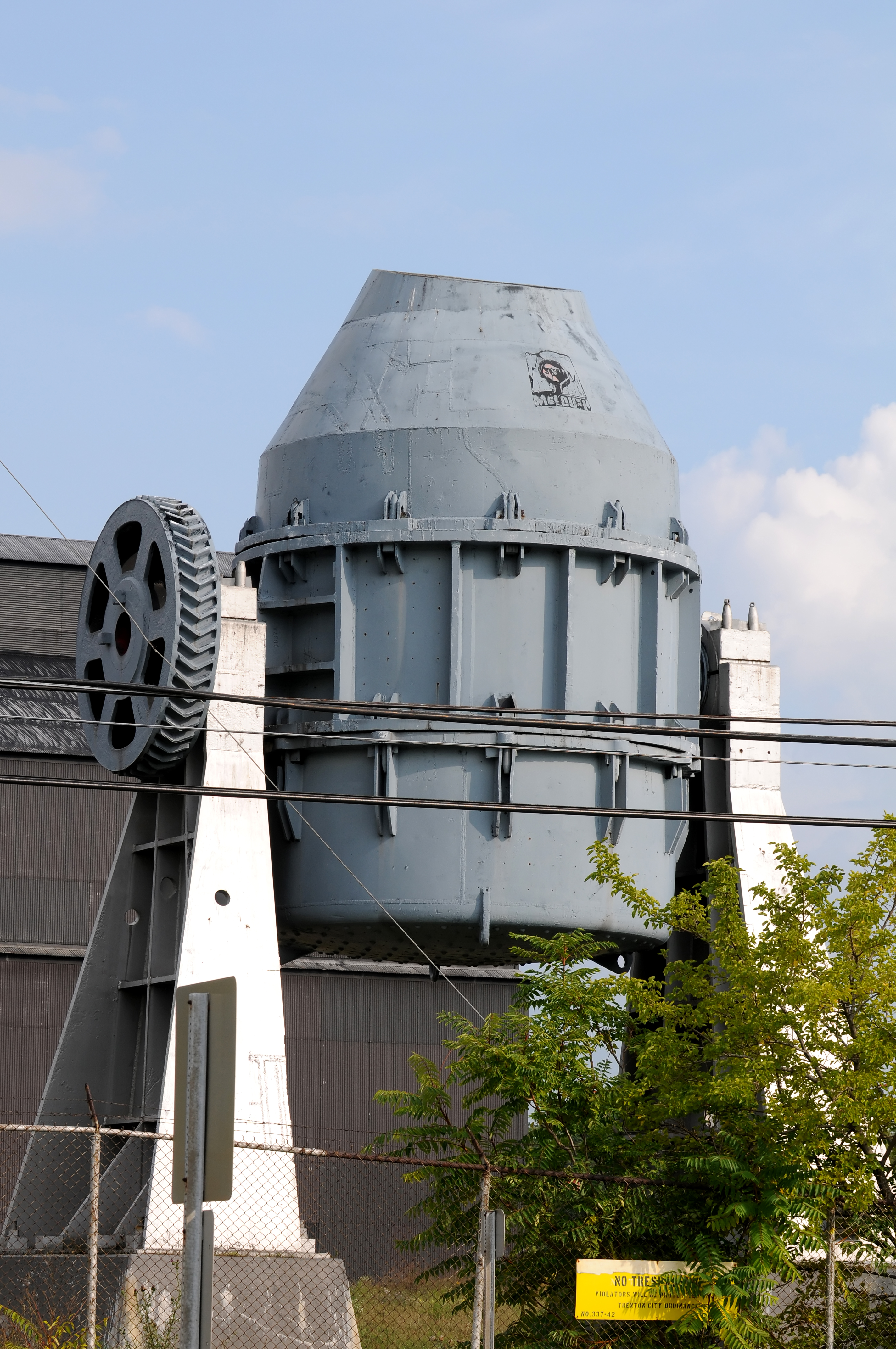
Un convertitore Bessemer; in esso il prodotto dell'altoforno viene fatto reagire con O2 per produrre acciaio.

## Precauzioni

### Pericolo di esplosione o combustione
Una forte pressione parziale di O2 può provocare combustioni spontanee, può accelerare le combustioni già in atto e produrre esplosioni se sono presenti buoni combustibili. Questo è vero anche per composti molto ricchi di ossigeno come clorati, perclorati, dicromati, ecc.

#### Ossigenocompatibilità

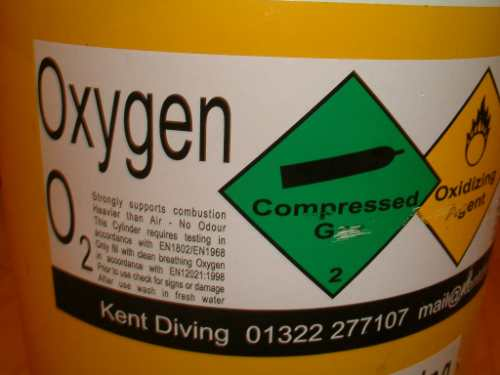
Etichettatura su una bombola d'ossigeno.

Quando si maneggia O2 puro compresso, per evitare il rischio di combustioni o esplosioni, è necessario utilizzare attrezzature cosiddette ossigeno compatibili o pulite per ossigeno, cioè pulite accuratamente da ogni traccia di grassi e olii e in cui l'O2 compresso non entra mai in contatto con materiali combustibili, ad esempio guarnizioni o metalli non compatibili.

### Tossicità
L'ossigeno è un elemento molto instabile e quindi reagisce anche violentemente con gli altri elementi per aumentare la sua stabilità. La compatibilità con la vita in sua presenza è legata alla possibilità di adoperarlo come prezioso e potente reagente senza esserne danneggiati.
I viventi aerobi hanno strutture metaboliche che ne neutralizzino gli effetti dannosi. Gli effetti dannosi sono chiaramente evidenti invece nei viventi anaerobi che non hanno strutture di protezione fisiologiche e che sono distrutti dall'O2 e che possono sopravvivere solo se dotati di barriere fisiche che ne impediscano il contatto.
Un'esposizione prolungata all'O2 ad alte pressioni parziali è tossica, dato che supera i livelli di neutralizzazione, e può avere gravi conseguenze a livello polmonare e neurologico a seconda della pressione e del tempo di esposizione. Gli effetti polmonari includono perdita di capacità e danni ai tessuti. Gli effetti neurologici possono comprendere convulsioni, cecità e coma.

#### Tossicità dei composti
Composti dell'ossigeno come i perossidi, i superossidi e il suo allotropo ozono sono altamente reattivi e quindi letali per gli organismi.